# Centrifugalna sisaljka
Centrifugalna sisaljka je sisaljka (crpka ili pumpa) kroz koju tekućina protječe od smjera crpljenja prema tlačnoj strani djelovanjem centrifugalne sile, s radijalnim tokom strujanja, koja potiskuje tekućinu između lopatica jednog ili više rotora. Centrifugalne sisaljke prikladne su za svaku namjenu osim za male količine i male brzine, te za tekućine koje imaju veliku viskoznost. Koriste se najviše za male i srednje dobavne visine i za velike dobavne količine pri povećanim brzinama strujanja. Ove sisaljke nisu samousisne, to jest nisu u mogućnosti iscrpsti zrak iz usisnog cjevovoda. Centrifugalne sisaljke mogu biti jednostupanjske i višestupanjske. Uglavnom imaju kućište od lijevanog željeza, rotor od bronce i vratilo od nehrđajućeg čelika. Često se na vratilo navlači košuljica od bronce ili istog materijala kao i vratilo, da bi se vratilo zaštitilo od trošenja i time izbjeglo često mijenjanje. Odlikuju se konstantnom dobavom i dobavnom visinom, zauzimaju malo prostora, neposredno se spajaju na pogonski stroj uz pogodnu brzinu vrtnje. U usporedbi sa sisaljkama istih podataka, ove su relativno jeftinije, nemaju ventila, a izrada i održavanje je jeftinije. Centrifugalne sisaljke, zbog kapaciteta i specifične energije imaju veliku zastupljenost, te su u velikoj mjeri istisnule stapne (klipne) sisaljke.
Centrifugalna sisaljka se sastoji od spiralnog kućišta i rotora pričvršćenog na vratilu koji se vrti velikom brzinom. Kada se rotor vrti potiskuje tekućinu koja se nalazi između lopatica, djelovanjem centrifugalne sile tekućina povećava brzinu koja se dobrim dijelom pretvara u tlak. Usisna cijev sisaljke spojena je sa sredinom rotora. Prije početka rada usisna cijev i sisaljka moraju biti ispunjene tekućinom jer ova sisaljka ne može vrtnjom (rotacijom) zraka proizvesti dovoljan vakuum (podtlak) da bi se tekućina mogla podići u usisnoj cijevi do rotora. Kod stapnih sisaljki može se sisati i zrak, pa stapna sisaljka ne mora na početku rada biti puna. Centrigugalna sisaljka ima poseban otvor za punjenje vodom, odnosno bilo kojom tekućinom ako se isprazni. Da se usisna cijev ne bi ispraznila, na dnu ima povratni ventil koji se zatvori kad sisaljka ne radi. 
Pri okretanju rotora stvara se na njegovoj periferiji, zbog centrifugalne sile, tlak koji tekućinu tjera u tlačnu cijev. U sredini kola nastaje podtlak tako da vanjski atmosferski tlak tjera tekućinu u usisnu cijev. Centrifugalna sisaljka siše slabije od stapne sisaljke, pa se zato mora smjestiti što bliže vodostaju. No što je veći broj okretaja, odnosno što je veća snaga sisaljke, to se može postići veća tlačna visina. Sisaljke za niski tlak, do prosječno 25 metara, grade se u jednom stupnju, to jest s jednim rotorom, dok se za visoki tlak grade u više stupnjeva. Višestupanjske centrifugalne sisaljke imaju više rotora, pa tekućina iz usisne cijevi ide iz jednog rotora u drugi i tako joj se povećava brzina, odnosno tlak od željene visine. 
Centrifugalne sisaljke rade s velikim brojem okretaja od 8,3 okr/s (oko 500 okr/min) do 50 okr/s (oko 3000 okr/min), dok stapne sisaljke rade od 1,7 okr/s (100 okr/min) do 3,3 okr/s (oko 200 okr/min). Što je veći broj okretaja sisaljke, to je veća i tlačna visina. Pogon centrifugalne sisaljke vrši se obično pomoću direktno spojenog motora s velikim brojem okretaja (elektromotor, parna turbina ili motor s unutarnjim izgaranjem). Centrifugalnim sisaljkama ne treba ni usisni ni tlačni ventil za rad. U praksi, međutim, treba povratni ventil kako bi sisaljka bila stalno puna vode, odnosno da se tlačna cijev ne bi ispraznila. Ove sisaljke mogu crpsti i nečistu vodu. Upotrebljavaju se za male i velike količine vode, to jest od 1 litre na sekundu do više tisuća litara u sekundi. Takve se sisaljke mnogo primjenjuju u industriji, a naročito u rudarstvu za crpenje vode iz podzemnih rovova.

## Podijela centrifugalnih sisaljki

### Prema kapacitetu
malog kapaciteta do 0,3 m3/s
srednjeg kapaciteta od 0,3 m3/s do 1 m3/s
velikog kapaciteta iznad 1 m3/s

### Prema specifičnoj energiji
male specifične energije (49 J/kg) ; dobavne visine do 5 m VS
srednje specifične energije (49-490 J/kg) ; dobavne visine od 5 do 50 m VS
velike specifične energije (490 J/kg i više); dobavne visine iznad 50 m VS

### Prema brzini vrtnje i specifičnom broju okretaja
sporookretne,  ns = 60 - 100
normalne, ns = 100 – 300
brzookretne, ns = 400 - 1000

### Prema broju kućišta
s jednim kućištem
s dva kućišta ( na istom vratilu )

### Prema položaju vratila rotora
okomite (vertikalne)
vodoravne (horizontalne)

### Prema sposobnosti usisa
bez sposobnosti samousisa
samousisne

### Prema načinu pogona
turbo sisaljke
elektromotorne
motorne sisaljke

## Konstrukcijski dijelovi centrifugalnih sisaljki
Svaka centrifugalna sisaljka ima sljedeće osnovne dijelove:
- kućište (stator) u kojemu je smješteno radno kolo s lopaticama (rotor),
- vratilo radnog kola spojeno s pogonskim strojem,
- ležaj vratila s tlačnom brtvenicom, koja sprječava da tekućina izlazi iz kućišta sisaljke,
- brtveni prstenovi između radnog kola i kućišta koji sprječavaju da tekućina prestrujava s tlačne na usisnu stranu radnog kola.

Kućište sisaljke ili statora vezano je na ulazni i izlazni cjevovod sisaljke. Oblik kanala unutar kućišta može biti tako izveden da pridonosi promjeni tlaka i brzine strujanja tekućine kroz sisaljku. Postoje dvije osnovne izvedbe kućišta i to spiralno i difuzorsko s ugrađenim statorskim lopaticama. Radno kolo s lopaticama ili rotor radni je dio centrifugalne sisaljke koji svojom vrtnjom povećava tlak i kinetičku energiju tekućine. S obzirom na strujanje u rotoru mogu biti radijalne, poluradijalne i aksijalne. Dobavna visina radnog kola je ograničena pa se kod većih dobavnih visina radna kola spajaju u seriju. Tom izvedbom tekućina prolazi redom iz jednog kola u sljedeći, pa se ukupni porast tlaka tekućine ostvaruje u nekoliko stupnjeva. Prema broju stupnjeva postoje jednostupanjske i višestupanjske centrifugalne sisaljke. Tekućina može ulaziti u sisaljku kroz jedan ili više ulaza (najviše 4) te prema broju ulaza imamo jednoulazne i više ulazne centrifugalne sisaljke.
Način rada centrifugalne sisaljke osigirava stalan (kontinuiran) protok tekućine kroz kućište, s konstantnim tlakom i zapremninom, sve dotle dok brzina i otpori ostaju u dopuštenim granicama. Uz ispunjenje navedenih uvjeta moguće je postići veliku dobavu uz relativno male dimenzije sisaljke. Za normalan rad sisaljke potrebno je da tlak takućine ispred rotora bude nešto viši od parcijalnog tlaka isparavanja tekućine, to jest da postoji zaliha tlaka zbog opasnosti od pojave kavitacije. Prema smjeru u kojemu tekućina prostrujava kroz stupnjeve višestupanjske sisaljke, razlikuju se jednosmjerne, protusmjerne i poprečne centrifugalne sisaljke.

## Puštanje u rad
Centrifugalne sisaljke ne mogu same crpiti vodu osim ako su postavljene ispod razine vode, što znači ispod razine u rezervoaru (tanku) ili ispod razine mora ili rijeke. Zbog toga se usisna cijev i sisaljka moraju napuniti vodom ili pak mora postojati samousisni uređaj. Ako je izvedbom predviđeno, usisna cijev se može puniti s pomoću hidrofora ili preko tlačnog cjevovoda druge sisaljke. Punjenje usisne cijevi i sisaljke tekućinom mora biti popraćeno izvlačenjm zraka iz usisne cijevi i sisaljke. U toj fazi rada ventil na tlačnoj strani sisaljke treba biti zatvoren, i lagano se otvara nakon uključenja pogonskog stroja kada se na manometru pokaže da sisaljka stvara tlak. U radu treba provjeravati zagrijavanje brtvi, ako se zagrijavaju treba pomalo popuštati brtvenicu a ako se radi o tekućini iznad 40 °C treba osigurati hlađenje brtvenica.  Treba kontrolirati i zagrijavanje ležajeva odnosno njihovo podmazivanje.  
Pri zaustavljanju sisaljke treba postupno zatvarati ventil na tlačnoj cijevi, i čim protok prestane treba isključiti pogonski motor. Motor se treba zaustavljati lagano, u protivnom znači da je on neispravan. Ako sisaljka tlači u cjevovod koji se nalazi izložen hladnoći gdje može doći do zamrzavanja vode, obavezno treba ispustiti vodu iz cjevovoda, jer može doći do razaranja sisaljke i cjevovoda. Pri ponovnom upućivanju, kada je tlačna cijev puna vode, treba malo otvoriti ventil u tlačnoj cijevi da se napuni vodom usisna cijev i sisaljka. Tom prilikom treba ispustiti zrak na mjestima koje je za to predviđeno. Ovaj postupak vrijedi za sisaljke bez samousisnog uređaja. Ako sisaljka nije dugo radila, potrebno je nekoliko puta rukom okrenuti vratilo jer se može dogoditi da je vratilo negdje korodiralo, što zahtijeva veliku snagu za pokretanje pa može izazvati i zaustavljanje elektromotora. Sisaljku je potrebno pri radu nadzirati preko njenih kontrolno-mjernih instrumenata, te povremeno provjeravati podmazivanje ležajeva i povremeno ispuštati zrak.

## Neispravnosti u radu centrifugalnih sisaljki
Za vrijeme upućivanja i u radu, na sisaljci se mogu pojaviti određene neispravnosti koje mogu biti posljedica loše montaže, izvedbenih pogrešaka i nepravilnog posluživanja. Te neispravnosti su uglavnom sljedeće:

### ako sisaljka ne dobavlja vodu u tlačnu cijev
sisaljka je postavljena previše visoko u odnosu na mjesto odakle crpi vodu,
zaporni ventil u tlačnoj cijevi je zatvoren ili nedovoljno otvoren,
u usisnoj cijevi ili tanku voda se zamrzla,
usisna košara je onečišćena,
nepovratni ventil na usisnom košu pušta,
preveliki su otpori u usisnom i tlačnom cjevovodu,
previsoka je temperatura tekućine koju sisaljka prebacuje,
nedovoljna brzina vrtnje pogonskog stroja,
kraj usisne cijevi je previše visoko postavljen od dna tanka,
rotor se okreće u suprotnom smjeru,
karakteristika sisaljke ne odgovara karakteristici cjevovoda.

### ako sisaljka ne daje puni kapacitet
u usisnu cijev kroz brtvenice prodire zrak,
usisni koš i usisna cijev su onečišćeni,
usisni koš je nedovoljno uronjen u takućinu,
usisna ili tlačna geodetska visina je veća od dopuštene,
nedovoljna brzina vrtnje sisaljke.

### ako pogonski motor sisaljke radi s preopterećenjem
protočni dijelovi sisaljke su onečišćeni,
previše je pritegnuta brtvenica,
istrošeni su ležajevi i brtve u brtvenicama,
povišen je aksijalni tlak,
tlak je niži od predviđenog, pa sisaljka šalje u tlačnu cijev veću količinu tekućine,
prevelika brzina vrtnje motora,
oštećen je rotor ili je iskrivljeno vratilo.

### ako sisaljka ne daje potreban tlak
mala je brzina vrtnje motora,
u sisaljku ulazi zrak,
oštećen je rotor,
premalen je vanjski promjer rotora.

### ako vibrira kućište sisaljke
popustili su temeljni vijci,
vratilo motora i sisaljke nisu centrični,
nedovoljno je izbalansiran rotor,
prevelik je progib vratila sisaljke ili motora,
nedovoljno je čvrst temelj sisaljke,
istrošeni su ležajevi i brtve rotora,
brzina vrtnje je blizu kritične brzine,
sisaljka radi s kavitacijom,
u tekućini ima krutih tvari.

### ako se zagrijava kućište
dulji rad pri zatvorenom zapornom ventilu u tlačnoj cijevi,
previsoka je temperatura tekućine koja se prebacuje.

### ako se zagrijava vratilo sisaljke
prejako je pritegnuta očnica brtvenice,
iskrivljeno je vratilo,
otvrdnuo je brtveni materijal,
premala je zračnost između vratila i očnice brtvenice.

### ako se zagrijavaju ležajevi sisaljke
ležajevi su istrošeni ili su previše pritegnuti,
iskrivljeno je vratilo,
nedovoljno podmazivanje,
mazivo ne dolazi do ležaja,
ulje nije odgovarajuće kakvoće,
ulje je onečišćeno.

## Pojava kavitacije kod centrifugalnih sisaljki
Početkom kavitacije se smatra kada u nekoj točki sustava sisaljke kroz koji ili oko kojeg struji tekućina, minimalni apsolutni tlak pmin padne na vrijednost tlaka isparavanja tekućine pva u toj točki počinje isparavanje i stvaraju se mjehurići vodene pare. Ako se apsolutni tlak i dalje smanjuje, proširuje se dodručje pojave kavitacije. U uvjetima razvijene kavitacije narušava se homogenost toka, strujanje postaje dvofazno i mijenjaju se hidrodinamički odnosi. Tlak isparavanja pva ovisan je o vrsti tekućine i njenoj tamperaturi, tako voda pri tlaku pva = 1,013 bara isparuje na temperaturi 100 °C, a pri tlaku pva = 0,023 bara na pri temperaturi od 20°C. Smanjenje tlaka p do kritičnog iznosa, može se pojaviti lokalno ili zahvatiti čitava područja, uzrokovano je režimom rada sisaljke ili njezinim konstruktivnim svojstvima. Uzroci lokalnog pada tlaka mogu biti: velika brzina takućine na ulazu u rotor, hrapavost površina, položaj sisaljke, začepljenost usisnog cjevovoda, povišena temperatura tekućine. 
Lopatice rotora centrifugalnih sisaljki imaju relativno veliku obodnu brzinu, tako da tekućina koju zahvaćaju dobiva također veliku brzinu strujanja, posebno oni slojevi tekućine koji su uz same lopatice. Slojevi tekućine uz lopatice imaju najveću brzinu strujanja, a time i najniži tlak. Budući da za svaki tlak odgovara određena temperatura isparavanja, u slojevima koji se nalaze uz same lopatice, pri određenoj brzini strujanja i niskom tlaku, nastat će isparavanje i oslobađanje para. Također, u susjednom slojevima vlada viši tlak, te će se tekućina iz tih slojeva velikom brzinom usmjeriti u slojeve nižeg tlaka, koji se nalazi uz same lopatice. Tekućina na taj način stvara udarac na lopaticama, a kao posljedicu izaziva povišenje tlaka i razaranje lopatice i drugih dijelova rotora. Ako se u pari nalazi i kisik, pored erozije dolazi i do nastajanja korozije. Pojava kavitacije praćena je karakterističnim šumom i vibracijama, a rad sisaljke postaje nemiran i nejednoličan, smanjuje se visina dobave, protok i iskoristivost. Kao posljedica je nepovoljna ekonomičnost, nesigurnost u radu i smanjenje trajnosti sisaljke. 
Radi zaštite od štetnog djelovanja kavitacije, unutarnji se dijelovi sisaljke presvlače drugim metalima otpornim na koroziju i eroziju ili presvlače plastičnim masama.

### Mjesta izložena kavitaciji u centrifugalnoj sisaljci
zadnja površina lopatica o predjelu ulaza tekućine,
mjesta izložena promjeni smjera kretanja tekućine,
suženja presjeka strujanja.

### Sprječavanje pojave kavitacije
smanjenjem visine crpljenja,
crpljenje hladne tekućine (vode) ako je moguće,
dobrim brtvljenjem usisnih cijevi,
finom i pažljivom obradom površina lopatica.

## Djelovanje aksijalne sile kod centrifugalnih sisaljki
U centrifugalnim sisaljkama za vrijeme rada pojavljuje se djelovanje aksijalne sile u pravcu vratila. Ta sila nastaje zbog prodiranja tekućine kroz raspor između kućišta i rotora i zbog skretanja mlaza tekućine iz aksijalnog u radijalni smjer. Pored pojave aksijalne sile, kroz raspor između kućišta i rotora gubi se određena količina tekućine, što se iskazuje zapreminskim stupnjem djelovanja. Aksijalna sila kod jednostupanjskih i niskotlačnih sisaljki može bit zanemariva, a kod visokotlačnih-višestupanjskih velika i značajna. U ovom drugom slučaju treba tražiti praktična rješenja za njeno otklanjanje kao što su:
izvedba rotora s kliznim izdancima,
ugradnja tanjura za rasterečenje,
ugradnja koluta za rasterečenje,
ugradnja stapa za rasterećenje,
izvedba sisaljki s posebnim rasporedom rotora,
primjena rotora s dvostrukim ulazom tekućine.

## Ležajevi i brtvenice centrifugalnih sisaljki
Ležajevi mogu biti: 
klizni,
kuglični: radijalni i radijalno-aksijalni.
Klizni ležajevi se primjenjuju općenito na sporookretnim sisaljkama, a posebno na okomitim, gdje služe kao donji ležaj vratila. Kuglični ležajevi se primjenjuju u centrifugalnim sisaljkama kao radijalni ili radijalno-aksijalni, u svrhu preuzimanja aksijalne sile. Vratilo koje nosi treba biti na ležajevima pomno izbalansirano.
Vrlo važan konstrukcijski dio sisaljke je brtvenica. Ona sprječava izlaz tekućine ili ulaz zraka u usisni dio rotora. Poželjno je da brtvenica uzduž vratila propušta samo malo tekućine, što pokazuje da zrak ne ulazi u kućište. Propuštanjem brtvenice i ulazom zraka u usisni dio kućišta smanjuje se vakuum u usisnoj cijevi. Na mjestima gdje brtvenica propušta tekućinu sisaljke imaju otvor za potrebe odvodnje. Postoje tri standardne izvedbe brtvenica, a one su:
A – brtvenica s brtvom od pletenice,
B – brtvenica s brtvom od pletenice i brtvenim prstenom,
C – brtvenica s mehaničkom brtvom.
Izvedba A je uobičajena izvedba gdje se brtvena pletenica priteže vijkom na prirubnici brtvenice. Takva izvedba se primjenjuje na sisaljkama za hladne tekućine. 
Izvedba B se primjenjuje za samousisne sisaljke. Da se sprijeći ulaz zraka, ugrađuje se klizni brtveni prsten. On se normalno postavlja u sredini pletenice. Na prsten se dovodi tekućina pod tlakom iz spiralnog kućišta sisaljke u brtvenicu posebnom cijevi. Na taj naćin kroz brtvenicu u sisaljku može ulaziti samo tekućina a ne zrak. Brtvenice izvedbe A i B treba stalno održavati, nadzirati, pritezati ili popuštati.
Izvedba C prikazuje mehaničku brtvu na kojoj se brtvljenje vrši gumenim, grafitnim i željeznim prstenovima, posebnom maticom, protumaticom i oprugom postavljenom na vratilu. Brtvu nije potrebno nadzirati i pritezati jer tu ulogu preuzima opruga. Na samousisnim sisaljkama spiralno kućište i brtvenica spajaju se s cijevi da se sprijeći ulazak zraka u usisni dio sisaljke.